# Franz Brendel

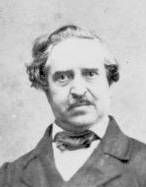
Photographie vor 1868

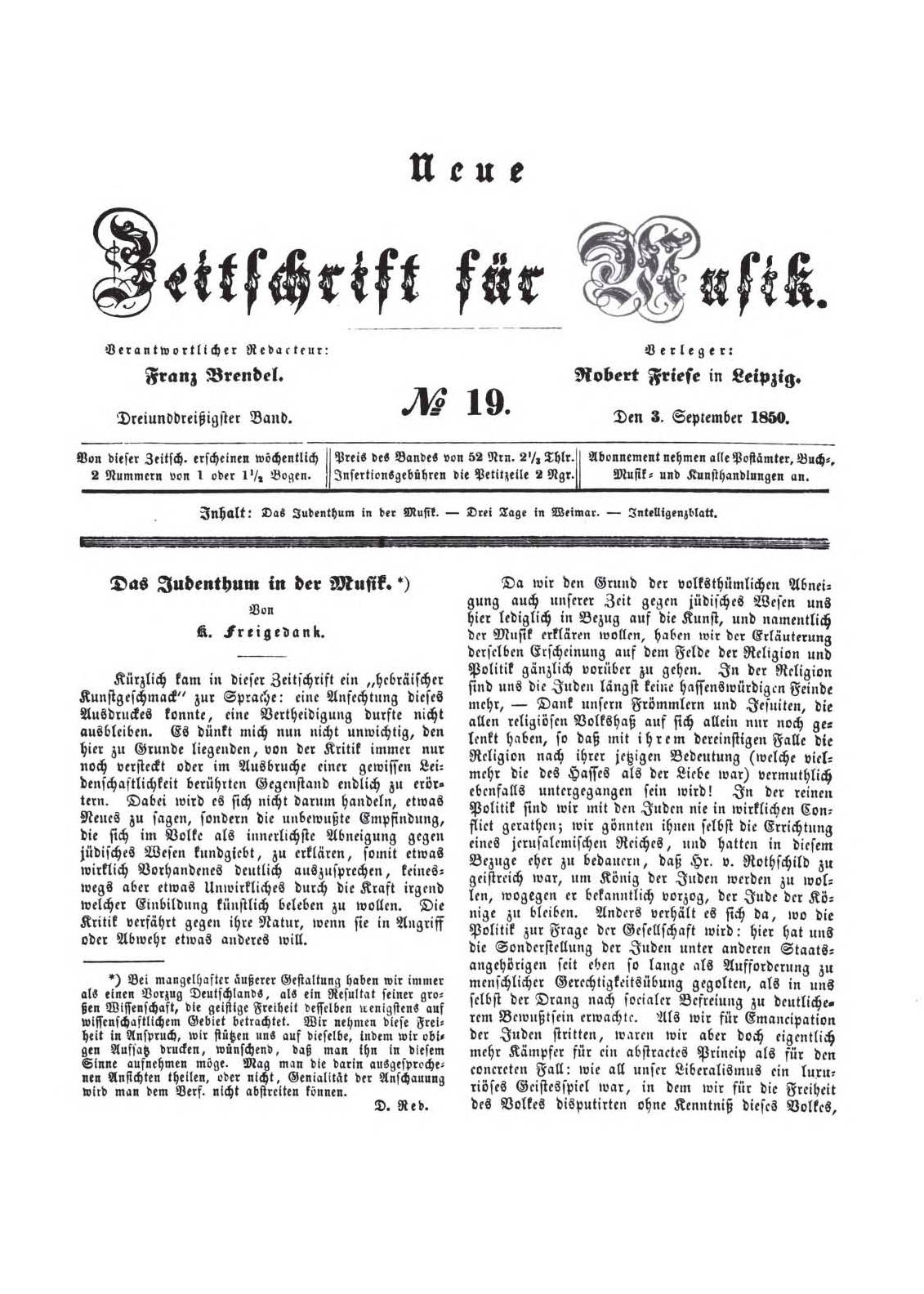
1850, Heft 19 mit dem Beginn von Richard Wagners Schmähschrift Das Judenthum in der Musik und der editorischen Rechtfertigung von Brendel

Karl Franz Brendel (* 26. November 1811 in Stolberg; † 25. November 1868 in Leipzig) war ein deutscher Musikkritiker und Musikwissenschaftler. Er war der Sohn des sächsischen Maschinendirektors Christian Friedrich Brendel.

## Leben und Wirken
1844 übernahm Brendel als Nachfolger von Robert Schumann die Redaktion der Neue Zeitschrift für Musik in Leipzig. Unter seiner Leitung entwickelte sich das Journal rasch zum Sprachrohr der u. a. von Franz Liszt und Richard Wagner vertretenen Musikauffassung, für deren Verfechter Brendel den Begriff Neudeutsche Schule in die Musikgeschichte einführte. Er publizierte zahlreiche Schriften der Neudeutschen in der Neuen Zeitschrift für Musik, darunter 1850 Wagners berüchtigten Artikel Das Judenthum in der Musik. Brendel hatte die Leitung der Zeitschrift, die zu dieser Zeit in permanentem Streit mit den Gegnern der Zukunftsmusik (besonders Eduard Hanslick) lag, bis zu seinem Tod 1868 inne. Die Verbreitung der Ideen der Neudeutschen Schule verfolgte er auch mit seiner und Richard Pohls Monatsschrift Anregungen für Kunst, Leben und Wissenschaft (1856–1861).
Abseits von seiner journalistischen Tätigkeit hielt Brendel eine Zeit lang auch Vorlesungen über Musikgeschichte zunächst in Freiberg und Dresden, später am Leipziger Konservatorium, die besonders von fortschrittlich gesinnten jungen Musikern, wie Felix Draeseke, besucht wurden.  Brendel war 1859 Mitbegründer und erster Präsident des Allgemeinen Deutschen Musikvereins.
Er heiratete 1844 in Dresden die Pianistin Elisabeth (Lysinka) Tautmann (1818–1866).

## Werke von Franz Brendel (Auswahl)
Außer den Fachartikeln in Zeitschriften gab Brendel folgende Werke heraus.
- Grundzüge der Geschichte der Musik (Leipzig 1848, dazu eine niederländische und eine russische Ausgabe)
- Geschichte der Musik in Italien, Deutschland und Frankreich von den ersten christlichen Zeiten an (Zwei Bände, Leipzig 1852 und mehrere Neuauflagen bis 1906)
- Die Musik der Gegenwart und die Gesamtkunst der Zukunft (Leipzig 1854)
- Franz Liszt als Symphoniker (Leipzig 1859)
- Die Organisation des Musikwesens durch den Staat (Leipzig 1865)
- Geist und Technik im Clavier-Unterricht (Leipzig 1867)
- Zur Geschichte und Kritik der neueren Musik (Gesammelte Aufsätze Brendels, Leipzig 1888)